# Novartis
Novartis International AG (від лат. коренів Novae Artis — «нові досягнення») — транснаціональна фармацевтична корпорація, друга за величиною у світі, другий за розмірами ринкової частки в Європі виробник фармацевтичних препаратів. Компанія працює у 140 країнах зі штаб-квартирою в Базелі, Швейцарія. Novartis — повноправний член європейської Федерації Фармацевтичної промисловості й Асоціацій (EFPIA), Міжнародної федерації Виробників фармацевтичної продукції й Асоціації (IFPMA), й Фармацевтичного Дослідження та Виробників Америки (PhRMA). Займає 52 місце у списку Forbes Global 2000.

## Історія
Корпорація Novartis утворилася в 1996 році в результаті злиття компаній Sandoz і Ciba-Geigy. 23 квітня злиття було схвалено Євросоюзом, 17 червня — акціонерами компанії Ciba-Geigy, 24 червня — Федеральною торговою комісією США; 7 березня 1996 рік, компанія Novartis з'явилася в комерційному регістрі Швейцарії. Компанія Sandoz була заснована в 1886 році і спочатку виробляла барвники, але з 1895 року також зайнялася фармацевтикою. Ciba-Geigy Ltd виникла в 1971 році при об'єднанні компаній Ciba, заснованої в 1859 році і Geigy, заснованої в 1759 році. Всі три компанії були розташовані в Базелі. Були об'єднані тільки напрямки фармацевтики і агрохімії, інші підрозділи були продані або виділені в самостійні компанії, зокрема Ciba Specialty Chemicals.
13 травня 1997 був створений науково-дослідний інститут Novartis Institute for Functional Genomics. 2000 року підрозділ агрохімії було об'єднано з аналогічним підрозділом AstraZeneca в компанію Syngenta. 2004 року відкрився Інститут Тропічних захворювань Novartis в Сінгапурі, що займається біомедичними дослідженнями тропічних гарячок і пошуком ліків проти туберкульозу.
У 2005 році корпорація купила компанію Hexal AG, а також американську компанію Eon Labs, провідного німецького виробника дженериків, що дозволило компанії Sandoz стати лідером в цій сфері фармацевтики. Ще одну американську компанію, Chiron Corporation, вона купила 2006 року.
У 2007 році були продані непрофільні активи — компанії Gerber (виробництво дитячого харчування) і Medical Nutrition (продукти для штучного годування), їх покупцем стала інша швейцарська корпорація, Nestlé. Тим самим Novartis сконцентрувалася на фармацевтиці.
У 2010 році за $ 39,3 млрд було куплено найбільшого у світі виробника офтальмологічної продукції — компанію Alcon. Загальна вартість Alcon склала 60 млрд доларів.
У 2014—2015 роках була проведена реструктуризація корпорації. Ветеринарний напрямок було продано американській компанії Eli Lilly and Company, відділ вакцин (крім противогрипових) — компанії GlaxoSmithKline (GSK). Натомість у компанії GSK були придбані активи онкологічного напрямку, а безрецептурні напрямки Novartis і GSK були об'єднані в компанію GSK Consumer Healthcare під мажоритарним управлінням GSK (63,5 %), у Novartis 36,5 % відповідно і 4 місця в раді директорів з 11. Угода набрала чинності 2015 року. Відділ вакцин від грипу був проданий австралійській компанії CSL у липні 2015 року за $ 275 млн.
У липні 2018 року компанія приймає рішення про закриття дослідного центру з розробки противірусних та антибактеріальних препаратів в Сан-Франциско з метою оптимізації науково-дослідної діяльності та бажанням сконцентруватися на створенні препаратів для лікування онкологічних захворювань (генна терапія), а так само нових дослідженнях в області неврології та офтальмології.

## Акціонери
У компанії Novartis близько 171 тисячі акціонерів. 4,5 % акцій належать самій компанії, інші значущі акціонери:
- Capital Group Companies, Inc.
- BlackRock, Inc.
- Emasan AG — 3,4 %;
- Novartis Foundation for Employee Participation — 2,6 %;
- UBS Fund Management (Switzerland) AG — 2,1 %;
- Norges Bank — 2,02 %[9].

## Фінансові показники
| Рік             | 2001  | 2002  | 2003  | 2004  | 2005  | 2006  | 2007  | 2008  | 2009  | 2010  | 2011  | 2012  | 2013  | 2014  | 2015  | 2016  |
| --------------- | ----- | ----- | ----- | ----- | ----- | ----- | ----- | ----- | ----- | ----- | ----- | ----- | ----- | ----- | ----- | ----- |
| Обіг            | 18,76 | 19,96 | 24,05 | 27,13 | 31,01 | 36,03 | 38,07 | 41,46 | 44,27 | 50,62 | 58,57 | 51,08 | 51,87 | 52,18 | 49,41 | 48,52 |
| Чистий прибуток | 3,825 | 4,678 | 4,787 | 5,380 | 6,141 | 7,202 | 11,97 | 8,233 | 8,454 | 9,969 | 9,245 | 9,383 | 9,292 | 10,28 | 17,79 | 6,698 |
| Активи          | 39,79 | 44,34 | 48,38 | 52,49 | 57,73 | 68,01 | 75,45 | 78,30 | 95,51 | 123,3 | 117,5 | 124,2 | 126,3 | 125,4 | 131,6 | 130,1 |
| Власний капітал | 24,98 | 27,45 | 29,04 | 31,32 | 33,16 | 41,29 | 49,40 | 50,44 | 57,46 | 69,77 | 65,94 | 69,26 | 74,47 | 70,84 | 77,12 | 74,89 |